# Дуброва (Никифоровское сельское поселение)
Дуброва — деревня в Устюженском районе Вологодской области.
Входит в состав Никифоровского сельского поселения (с 1 января 2006 года по 9 апреля 2009 года входила в Подольское сельское поселение), с точки зрения административно-территориального деления — в Подольский сельсовет.
Расстояние до районного центра Устюжны по автодороге — 20 км, до центра муниципального образования посёлка Даниловское — 5 км. Ближайшие населённые пункты — Сельцо, Трестенка, Волосово.
Население по данным переписи 2002 года — 11 человек.